# 하트 오브 미들로디언 FC
하트 오브 미들로디언 풋볼 클럽(영어: Heart of Midlothian Football Club)는 스코틀랜드 에딘버러를 연고로 하는 축구 클럽으로, 대개 하츠(Hearts)라는 약칭으로 불린다. 이 팀은 1874년에 설립되었으며 같은 지역을 연고로 하는 하이버니언과 라이벌 관계에 있다.

## 선수 명단

### 현역
참고: FIFA 자격 규정에 따라 소속된 국가대표팀 국기를 표시합니다. 선수는 복수의 FIFA 비회원국 국적을 가지고 있을 수 있습니다.
| 번호 | 포지션 | 국적       | 이름                    |
| ---- | ------ | ---------- | ----------------------- |
| 2    | DF     | 스코틀랜드 | 로비 닐슨 (부주장)      |
| 3    | DF     | 스코틀랜드 | 리 월리스               |
| 5    | DF     |            | 크리스토스 카리피디스   |
| 6    | MF     |            | 루벤 펠라수엘로스       |
| 7    | MF     |            | 사울리우스 미코리우나스 |
| 8    | MF     | 포르투갈   | 브루노 아기아르         |
| 9    | FW     |            | 마이크 툴베르           |
| 10   | MF     | 가나       | 라예아 킹스턴           |
| 11   | MF     | 잉글랜드   | 앤드류 드라이버         |
| 12   | GK     |            | 야노슈 발로그           |
| 14   | FW     |            | 크리스티앙 나데         |
| 15   | FW     |            | 유호 마켈라             |

| 번호 | 포지션 | 국적       | 이름                      |
| ---- | ------ | ---------- | ------------------------- |
| 16   | MF     |            | 아드리안 므로비에츠       |
| 17   | DF     | 우간다     | 데이비드 오부아           |
| 18   | MF     |            | 데이비다스 체스나우스키스 |
| 19   | FW     | 잉글랜드   | 제이미 몰                 |
| 20   | DF     | 스코틀랜드 | 제이슨 톰슨               |
| 21   | MF     | 아이슬란드 | 에게르트 욘손             |
| 23   | MF     | 스코틀랜드 | 마이클 스튜어트           |
| 23   | GK     | 슬로바키아 | 마리안 켈로               |
| 26   | DF     |            | 마리우스 잘리우카스       |
| 29   | MF     |            | 아우드류스 크샤나비추스   |
| 30   | GK     | 스코틀랜드 | 제이미 맥도널드           |
| 39   | DF     |            | 라이언 맥고완             |
| 51   | FW     | 스코틀랜드 | 게리 글렌                 |